# Yucuaiquín
Yucuaiquín es un distrito del municipio de La Unión Sur en el Departamento de La Unión de El Salvador, ubicado en las faldas del Cerro La Cruz.

## Toponimia
Yucuaiquín es una palabra nativa que deriva de dos raíces del idioma Lenca salvadoreño (de origen Lenca): Yuku que significa fuego y Aykin que significa tierra o pueblo, y así el nombre puede ser interpretado como Tierra de Fuego, de acuerdo al historiador Jorge Lardé y Larín.
Históricamente, el nombre ha evolucionado: en 1549 era conocido como Yncuayquín, luego como Inquiaquín (1573), Yoayquín (1577), Yocoaiquín (1689) y Jucuaiquín o Yucquín.

## Historia
Es uno de los pueblos lencas salvadoreños, cuyo origen se remonta a la época precolombina; cuando los españoles llegaron, estaba ubicado en un valle llamado Llano Grande. El área estaba poblada por los lencas, prueba de ello es el sitio arqueológico El Chagüite, ubicado en el cantón Las Cruces, caserío El Chagüite, en el cual se pueden apreciar petrograbados o petroglifos lencas.
A mediados del siglo XVI, tenía una población que oscilaba alrededor de los 300 habitantes, como pueblo anexo del Curato o Parroquia de Ereguayquín.
En el año de 1786, ingresó en el Partido de San Alejo y el 12 de junio de 1824 se fundó el municipio como parte del Departamento de San Miguel, perteneciendo hasta el 22 de junio de 1865, fecha en que pasó a formar parte del Distrito de La Unión, en el departamento homónimo.
Por solicitud de la Municipalidad, se fundó una escuela de niñas con la dotación de quince pesos en el 17 de enero de 1885.
Durante la presidencia del Dr. Alfonso Quiñónez Molina, la legislatura salvadoreña, con fecha 28 de abril de 1926, emitió el decreto por el cual otorgó al Pueblo de Yucuaiquín el Título de Villa, distinción que se le confirió por el desarrollo de su agricultura, comercio y ornato.
El 15 de febrero de 2002 por Decreto Legislativo obtuvo el Título de Ciudad, por su notable progreso y por contar con todos los servicios públicos necesarios para el bienestar y el desarrollo de sus habitantes.
El 3 de octubre de 2009 fue instituido el Carnaval de Fuego, por el entonces alcalde Carlos Ernesto Gutiérrez Villatoro.
En 2023 debido a la reorganización territorial del país llevada a cabo por el Gobierno de El Salvador, el territorio yucuaiquinense fue nombrado por la Asamblea Legislativa como Distrito de Yucuaiquín, anexándolo al Municipio de La Unión Sur.

## Ubicación

Ubicación de Yucuaiquín en el mapa de El Salvador.

Ubicado en la zona oriental de El Salvador, limita con los siguientes distritos:
| Noroeste: Comacarán y Jocoro    | Norte: Jocoro               | Noreste: Bolívar   |
| Oeste: Comacarán y Uluazapa     |                             | Este: Bolívar      |
| Suroeste: Uluazapa y Yayantique | Sur: Yayantique y San Alejo | Sureste: San Alejo |

## Divisiones Administrativas
Su núcleo urbano principal es la Ciudad de Yucuaiquín, ésta se divide en nueve barrios:
|       | Barrio        |
| ----- | ------------- |
| Norte | La Cruz       |
| Norte | Las Flores    |
| Norte | Pozo Seco     |
| Sur   | El Calvario   |
| Sur   | El Chorro     |
| Sur   | El Copinol    |
| Sur   | Las Pilas     |
| Sur   | Los Juárez    |
| Sur   | Piedra Corral |

Además, en el área rural cuenta con nueve cantones, y sus respectivos caseríos (35):
|       | Cantón       | Caserío                                                                 |
| ----- | ------------ | ----------------------------------------------------------------------- |
| Norte | Valle Nuevo  | El Jícaro, El Nance, Las Chácaras, Los Mendoza, Los Reyes, Valle Nuevo. |
| Norte | Tepemechín   | Agua Caliente, Los Parada, Tepemechín.                                  |
| Este  | Candelaria   | Candelaria, Las Cabañas, Las Hojas, Los Álvarez, Los Majano.            |
| Sur   | Ciricuario   | Ciricuario, Concepción, El Cuyaniz, El Portillo.                        |
| Sur   | El Carmen    | Cerro Bonito, El Carmen, La Crucita, Los García, Los Reyes.             |
| Sur   | La Cañada    | La Cañada, La Lagarta, Los Avilés, Los Chévez, Los Ordóñez, Palo Galán. |
| Sur   | Las Marías   | La Guaruma, La Presa, Las Marías, Quebrada de Agua, San Lucas.          |
| Oeste | Las Cruces   | El Cerrón, El Chagüite, El Tapalito, El Zapotal, Las Cruces.            |
| Oeste | Los Hatillos | El Calichón, Llano Grande Abajo, Llano Grande Arriba, Los Hatillos.     |

## Cultura
El español es la única lengua de Yucuaiquín. Del 26 de septiembre al 6 de octubre se celebran, anualmente, las fiestas patronales en honor a San Francisco de Asís.

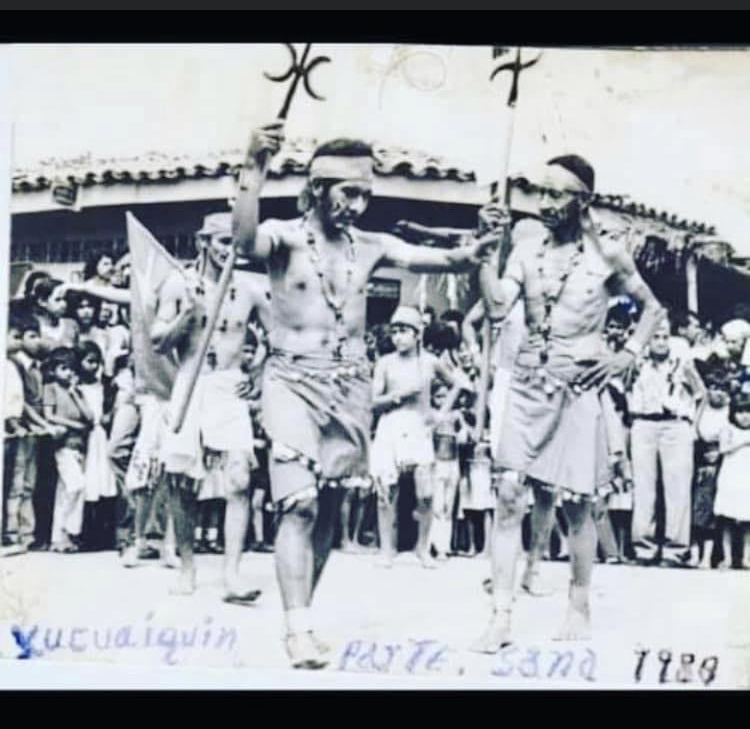
Fotografía tomada en 1988 en Yucuaiquín a los danzantes de la danza de las partesanas o la partesana, de origen lenca.

La cultura yucuaiquinense cuenta también con dos danzas: la danza de los negritos y la danza de las partesanas, ambas de raíces lencas, originalmente era una ceremonia realizada para pedir lluvias y agradecer la cosecha, actualmente todavía se realizan dichas danzas, pero con un aspecto cultural y religioso distinto, específicamente en honor a San Francisco de Asís; de igual forma, muchos artesanos yucuaiquinenses se dedican a la elaboración de máscaras de madera (utilizadas en las danzas)  y de "chinchines" (especies de maracas), elaboradas de cutuco, y que de igual forma sirven en las danzas.
Entre sus platillos tradicionales se encuentran la cajeta y el agua loja, que son tradicionalmente ofrecidos a los asistentes de los eventos realizados en honor a San Francisco de Asís, cada 1 de octubre.
La cultura yucuaiquinense es también reconocida a nivel nacional por sus artesanos que se dedican, anualmente, a la elaboración de ramos, con el motivo de la celebración del Domingo de Ramos; elaborados originalmente con palma de coyol, cruces y adornos trenzados y pintados a mano, y adornados con la flor de coyol.
Todos los 1 de Noviembre se celebra también, una tradición muy antigua y peculiar en Yucuaiquín, llamada Los Ñetos (o Los Nietos), cuando cae la noche, jóvenes y niños en grupos, cubiertos (normalmente por plásticos), visitan casa por casa, gritando "¡ñeto!, ¡ñeto!" y pidiendo alimentos y/o bebidas; cuando los pobladores les reciben, estos rezan oraciones y a cambio reciben dulces, galletas, frutas, pan, sodas, jugos o el tradicional ayote en miel, pero cuando no son recibidos estos puede realizar travesuras o refunfuñar.